# Sofia Goggia
Sofia Goggia, née le 15 novembre 1992 à Bergame, est une skieuse alpine italienne, spécialiste des épreuves de vitesse, première Italienne sacrée championne olympique de descente lors des Jeux d'hiver 2018 à Pyeongchang, avant de gagner le globe de cristal 2017-2018 de la discipline en Coupe du monde. Elle remporte une nouvelle fois le petit globe de la spécialité 2020-2021, ayant gagné quatre descentes consécutivement avant de se blesser fin janvier, ce qui met un terme à sa saison et l'oblige à manquer les championnats du monde 2021 à domicile, sans qu'elle soit rattrapée au classement. De la descente de Val d'Isère en décembre 2020, à celle courue dans la station savoyarde un an plus tard, elle remporte consécutivement les sept courses qu'elle dispute dans la spécialité. Son style spectaculaire engendre aussi quelques grosses chutes, des blessures, et des coups d'arrêt dans sa carrière. C'est justement trois semaines après une blessure au genou gauche qu'elle parvient à enlever la médaille d'argent en descente le 15 février 2022 aux Jeux olympiques de Pékin, avant de gagner son troisième petit globe de la discipline au terme de la saison, trophée de cristal qu'elle s'adjuge pour la quatrième fois au terme de l'hiver 2022-2023. Sa saison 2023-2024 s'arrête sur blessure dès le mois de février ; elle revient l'hiver suivant pour renouer avec la victoire en super-G et en descente. 

## Carrière

### Débuts en Coupe du monde
Licenciée aux Fiamme Gialle, elle participe à ses premières compétitions organisées par la FIS en 2008, dont la Coupe d'Europe.
En 2011, elle découvre la Coupe du monde à l'occasion d'un slalom géant disputé à Lienz.
Alors qu'elle fréquente toujours aussi régulièrement le circuit de la Coupe d'Europe, elle est sélectionnée pour les Championnats du monde 2013 où elle prend la quatrième place au super G, discipline qu'elle expérimentait pour la première fois à ce niveau. Elle y prend aussi la 22e place de la descente et la 7e place du super combiné.
Le 30 novembre 2013, elle marque ses premiers points en Coupe du monde en se classant septième du super G de Beaver Creek. Cependant, quelques jours plus tard, elle se blesse lourdement au genou gauche (rupture des ligaments croisés) après une chute lors de la descente de Lake Louise. Manquant les Jeux olympiques d'hiver de 2014 à Sotchi, elle commente l'événement à la télévision italienne.
Elle revient à la compétition régulièrement lors de la saison 2015-2016 où elle totalise trois tops dix dont une quatrième place en super G à Soldeu.
La saison suivante, Sofia Goggia connait l'honneur des podiums à plusieurs reprises. Cela commence par une troisième place au slalom géant de Killington puis continue avec deux podiums à Lake Louise en super G et descente. Plus tard, elle obtient son premier podium en combiné avec une troisième place à Val d'Isère, Surtout, elle remporte ses deux premières victoires les 4 et 5 février 2017, en descente puis en Super-G, sur la piste de Jeongseon où se dérouleront les épreuves de vitesse des Jeux olympiques de Pyeongchang 2018 et s'adjuge la médaille de bronze en slalom géant aux Championnats du monde de Saint-Moritz 2017.

### Première italienne championne olympique de descente, petit globe en prime
Sofia Goggia obtient la troisième victoire de sa carrière le 14 janvier 2018 dans la descente de Bad Kleinkirchheim où elle mène devant Federica Brignone et Nadia Fanchini un historique triplé italien. Cinq jours plus tard, Sofia Goggia s'impose dans la descente de Cortina d'Ampezzo devant Lindsey Vonn et Mikaela Shiffrin. Elle se classe deux fois deuxième derrière Lindsey Vonn dans les deux descentes disputées en 24 heures à Garmisch-Partenkirchen les 3 et 4 février, ce qui lui permet de totaliser vingt podiums en Coupe du monde. Elle porte le dossard rouge de leader du classement de la descente avant de se rendre en Corée du Sud pour disputer les Jeux olympiques de Pyeongchang. Le 21 février 2018, elle devient la première Italienne championne olympique de descente, en 18 éditions des Jeux, devant Ragnhild Mowinckel et la favorite Lindsey Vonn.
Lors la descente des finales de la Coupe du monde à Åre, le 14 mars 2018, elle se classe 2e derrière Lindsey Vonn et la bat finalement de trois points au classement de la spécialité pour s'adjuger son premier globe de cristal.

### Un nouveau globe malgré la blessure
À l'entraînement en Autriche, le 20 octobre, à quelques jours de l'ouverture de la Coupe du monde 2018-2019 à Sölden, Sofia Goggia se blesse (fracture de la malléole de sa cheville droite), ce qui entraîne son indisponibilité jusqu'au mois de janvier 2019. Elle reprend la compétition le 26 janvier dans le Super G de Garmisch-Partenkirchen et se classe 2e derrière Nicole Schmidhofer. Le lendemain au même endroit, elle décroche une nouvelle deuxième place, en descente, devancée par Stephanie Venier. Le 5 février, elle prend la médaille d'argent du Super-G à 2/100e de seconde de Mikaela Shiffrin  (un écart mesuré à 51 centimètres sur la ligne d'arrivée) lors des Championnats du monde 2019 sur la piste de vitesse d'Åre,, puis elle renoue avec la victoire en Coupe du monde en remportant la descente de Crans Montana le 23 février, son quatrième succès dans la discipline et le sixième de sa carrière. En février 2020, elle subit une fracture déplacée au bras gauche, ce qui met un terme prématuré à sa saison.
Lors de la saison 2020-2021, Sofia Goggia enchaîne entre décembre et janvier une série de quatre victoires consécutives en descente, et s'installe largement en tête du classement de la discipline. Malheureusement, le 31 janvier, alors que le deuxième Super-G programmé à Garmisch est reporté de 24h en raison d'un épais brouillard, elle est victime d'une chute en redescendant de la zone de départ. Les examens révèlent une fracture du plateau tibial du genou droit. La meilleure descendeuse de l'hiver est ainsi contrainte de déclarer forfait pour les championnats du monde de Cortina et voit sa saison s'interrompre brutalement,. Toutefois, largement en tête du classement descente, et alors qu'elle s'apprête à faire son retour pour la dernière course de la saison le 17 mars 2021, la météo défavorable à Lenzerheide provoque l'annulation de l'épreuve. En conséquence, Sofia Goggia remporte le petit globe de la discipline pour la deuxième fois.

### Retour tonitruant en 2021-2022
Elle effectue un retour tonitruant au début de la saison 2021-2022. En effet, les premières épreuves de vitesse féminine ont lieu à Lake Louise du 3 au 5 décembre : la skieuse de Bergame y réalise un triplé, gagnant les deux descentes et le Super-G. Un exploit que seules avant elle avaient réalisé Lindsey Vonn (en 2011, 2012 et 2015) et  Katja Seizinger (en 1997),. La descente suivante a lieu à Val d'Isère le 18 décembre : elle s'impose encore en bas de la Daille, comme l'année précédente. Au total, sur les sept dernières descentes qu'elle a disputé, Sofia Goggia est sur une série de sept victoires consécutives, restant donc invaincue dans la discipline sur une année (blessure et absence comprises). Elle réalise de surcroît un doublé sur la piste Piste Oreiller-Killy en remportant le Super-G, 24 heures plus tard, totalisant déjà, alors que la saison n'est est qu'à son premier tiers, son plus grand nombre de victoires (5).
Le 15 janvier, à Zauchensee, Sofia Goggia, partie pour rester invaincue en descente avec une belle avance à l'intermédiaire, part à la faute et termine sa course dans les filets, heureusement sans se blesser, mais avec quelques bleus. Sa série de victoires qui durait depuis la saison précédente s'interrompt donc, et c'est Lara Gut-Behrami qui s'impose. Mais la bergamasque est de retour sur l'Olimpia Delle Tofane de Cortina d'Ampezzo une semaine plus tard, s'imposant pour la sixième fois de l'hiver (dont deux en Super-G-) lors d'une descente très engagée où elle multiplie les fautes, sortant parfois largement de la trajectoire, mais emmenant beaucoup de vitesse de haut en bas pour l'emporter avec 20/100e d'avance sur Ramona Siebenhofer. Le lendemain sur l'Olympia Delle Tofane se dispute le Super-G. Partie avec le dossard n°13, elle part à la faute et chute lourdement en faisant un grand écart. Après s'être relevée, elle redescend sur ses skis, mais des examens à Milan révèlent une entorse du genou gauche avec lésion partielle du ligament croisé (déjà opéré en 2013), et une « petite » fracture du péroné. Elle espère bien être rétablie à temps pour disputer la descente olympique à Pékin le 15 février : « Je suis désolée, j'aurais aimé éviter cet arrêt à un moment aussi important de la saison., mais dans les prochaines heures, je vais commencer la  kiné pour essayer de défendre mon titre olympique dans la discipline que j'aime le plus », dit-elle.
Commence alors une véritable course contre la montre, quoi voit notamment la bergamasque obligée de renoncer à disputer le Super-G à Pékin le 11 février. Mais quatre jours plus tard, elle est au départ de la descente pour défendre son titre olympique, seulement trois semaines après sa lourde chute à Cortina d'Ampezzo. Partie avec le dossard n°13, elle établit le meilleur temps et pousse un hurlement de soulagement dans l'aire d'arrivée. Alors qu'elle croit avoir réussi son pari, Corinne Suter, partie deux dossard plus loin, parvient à la devancer de 16/100e de seconde. Elle affiche sa déception dans l'aire d'arrivée, car elle était « venue pour l'or », et explique après coup : « J'ai donné tout ce que j'avais malgré la douleur. Je ne pouvais pas bien plier mon genou ni attaquer comme je l'aurais souhaité. J'ai bien skié en haut de tracé avec une bonne vitesse, mais c'était moins bon en bas. Le vent a par endroits été défavorable, mais ce n'est pas quelque chose que vous pouvez contrôler, Mais avec du recul, je suis satisfaite de ma deuxième place, être aux Jeux n'était pas du tout garanti ».  
Elle se classe encore troisième de la descente de Crans Montana le 27 février, puis remporte pour la troisième fois le petit globe de cristal de la discipline au terme de la neuvième et dernière descente de la saison sur la piste Eclipse de Courchevel le 16 mars, où elle se classe douzième, alors que sa rivale et championne olympique Corinne Suter ne marque pas en terminant dix-neuvième (seules les quinze premières ont des points lors des finales).

### 2022-2023: Quatrième petit globe de la descente
Sofia Goggia remporte les deux premières descentes de la saison 2022-2023 à Lake Louise. À Saint-Moritz, elle est deuxième de la première descente où elle subit une fracture de deux métacarpiens de la main gauche après avoir heurté une porte, fracture traitée chirurgicalement après la course. Le lendemain, elle s'impose lors de la deuxième descente disputée dans la station suisse,. Elle reste la meilleure descendeuse du circuit en s'imposant cinq fois et en montant sur sept podiums en huit courses, ce qui lui permet de gagner son quatrième petit globe de la discipline le 4 mars à Kvitfjell et à une épreuve de la fin. Toutefois, son hiver est assombri par sa disqualification lors de la descente des championnats du monde de Courchevel-Méribel.

### 2023-2024: double fracture au tibia
Sofia Goggia remporte deux nouvelles victoires en Coupe du monde, la descente de Zauchensee et le super G de Saint-Moritz. Au début du mois de février, alors qu'elle domine le classement de la coupe du monde descente, elle chute lors d'un entraînement et subit une double fracture au tibia droit, ce qui met un terme à sa saison. Cette blessure perturbe également sa préparation pour la saison 2024-2025. Elle en effet contrainte en septembre 2024 à ne pas se rendre en Argentine où l'équipe d'Italie effectue un stage de préparation.

### 2024-2025 retour victorieux
Les premières épreuves de vitesse féminines de l'hiver 2024-2025 ont lieu sur la Birds of Prey de Beaver Creek. Lors de la descente disputée le 14 décembre, Sofia Goggia se classe deuxième à 16/100e de Cornelia Hütter. Le lendemain, elle remporte la vingt-cinquième victoire de sa carrière en s'imposant dans le Super-G, avec 48/100e d'avance sur Lara Gut-Behrami.

## Palmarès

### Jeux olympiques
| Épreuve / Édition   | Descente | Super G | Slalom géant | Slalom | Combiné      |
| ------------------- | -------- | ------- | ------------ | ------ | ------------ |
| JO 2018 Pyeongchang | Or       | 11e     | 11e          | —      | Non-partante |
| JO 2022 Pékin       | Argent   | —       | —            | —      | —            |

### Championnats du monde
| Épreuve / Édition                 | Descente | Super G | Slalom géant | Slalom  | Combiné      | Par équipes |
| Mondiaux 2013 Schladming          | 22e      | 4e      | —            | —       | 7e           | —           |
| Mondiaux 2015 Vail - Beaver Creek | Blessée  | Blessée | Blessée      | Blessée | Blessée      | Blessée     |
| Mondiaux 2017 Saint-Moritz        | 4e       | 10e     | Bronze       | —       | Abandon      | —           |
| Mondiaux 2019 Åre                 | 15e      | Argent  | Abandon      | —       | —            | —           |
| Mondiaux 2021 Cortina d'Ampezzo   | Blessée  | Blessée | Blessée      | Blessée | Blessée      | Blessée     |
| Mondiaux 2023 Courchevel-Méribel  | Abandon  | 11e     | —            | —       | Non-partante | —           |
| Mondiaux 2025 Saalbach            | —        | 5e      | —            | —       | —            | —           |

### Coupe du monde
- Meilleur classement général : 3e en 2017.
- 3 « petits » globes de cristal :
  - Vainqueur du classement de la descente en 2018, en 2021 et en 2022.
- 63 podiums dont 26 victoires.

#### Différents classements en Coupe du monde
| Année/Classement | Général | Général | Descente | Descente | Slalom géant | Slalom géant | Slalom | Slalom | Super G | Super G | Combiné | Combiné | Parallèle | Parallèle |
| Année/Classement | Class.  | Points  | Class.   | Points   | Class.       | Points       | Class. | Points | Class.  | Points  | Class.  | Points  | Class.    | Points    |
| ---------------- | ------- | ------- | -------- | -------- | ------------ | ------------ | ------ | ------ | ------- | ------- | ------- | ------- | --------- | --------- |
| 2013-2014        | 85e     | 36      | -        | -        | -            | -            | -      | -      | 30e     | 36      | -       | -       | -         | -         |
| 2014-2015        | 123e    | 1       | -        | -        | -            | -            | -      | -      | 58e     | 1       | -       | -       | -         | -         |
| 2015-2016        | 38e     | 248     | 32e      | 28       | 22e          | 96           | -      | -      | 20e     | 114     | 35e     | 10      | -         | -         |
| 2016-2017        | 3e      | 1197    | 2e       | 460      | 3e           | 405          | -      | -      | 6e      | 240     | 8e      | 92      | -         | -         |
| 2017-2018        | 4e      | 958     | 1re      | 509      | 22e          | 106          | -      | -      | 5e      | 311     | 17e     | 32      | -         | -         |
| 2018-2019        | 23e     | 348     | 7e       | 220      | 43e          | 12           | -      | -      | 14e     | 116     | -       | -       | -         | -         |
| 2019-2020        | 11e     | 479     | 17e      | 162      | 19e          | 82           | -      | -      | 8e      | 180     | -       | -       | -         | -         |
| 2020-2021        | 9e      | 740     | 1re      | 480      | 13e          | 170          | -      | -      | 18e     | 86      | -       | -       | 27e       | 4         |
| 2021-2022        | 6e      | 873     | 1re      | 504      | 35e          | 37           | -      | -      | 5e      | 332     | -       | -       | -         | -         |
| 2022-2023        | 5e      | 916     | 1re      | 740      | -            | -            | -      | -      | 11e     | 176     | -       | -       | -         | -         |
| 2023-2024        | 7e      | 792     | 3e       | 350      | 14e          | 205          | -      | -      | 10e     | 237     | -       | -       | -         | -         |

#### Détail des victoires
| Année     | Descente                                                       | Super G                 | Total |
| 2016-2017 | Jeongseon                                                      | Jeongseon               | 2     |
| 2017-2018 | Bad Kleinkirchheim Cortina d'Ampezzo                           | Åre                     | 3     |
| 2018-2019 | Crans Montana                                                  |                         | 1     |
| 2019-2020 |                                                                | Saint-Moritz            | 1     |
| 2020-2021 | Val-d'Isère Sankt Anton Crans Montana (X 2)                    |                         | 4     |
| 2021-2022 | Lake Louise (X 2) Val d'Isère Cortina d'Ampezzo                | Lake Louise Val d'Isère | 6     |
| 2022-2023 | Lake Louise (X 2) Saint-Moritz Cortina d'Ampezzo Crans Montana |                         | 5     |
| 2023-2024 | Zauchensee                                                     | Saint-Moritz            | 2     |
| 2024-2025 | Cortina d'Ampezzo                                              | Beaver Creek            | 2     |
| Total     | 19                                                             | 7                       | 26    |

### Coupe d'Europe
- 2e du classement général en 2013.
- 4 victoires (2 en descente, 1 en slalom géant et 1 en super combiné).